# Clarence Brereton
Clarence „Minnow“ Brereton (* 1909 in Baltimore; † Anfang 1953 in New York City) war ein US-amerikanischer Jazzmusiker (Posaune, Trompete).

## Leben und Wirken
Brereton begann seine professionelle Karriere als Musiker 1929/30 in der Band des Schlagzeugers Ike Dixon und war 1931 Posaunist bei Dave Nelsons Memphis Stompers. Sein Freund Buster Bailey holte ihn dann in die Band von Noble Sissle, in der er Trompete spielte und bis 1938 blieb. Er wirkte in dieser Zeit auch in den Musikfilm That’s the Spirit (1933) mit. In den folgenden Jahren arbeitete er auch in den Jazzbands von Eubie Blake, Sidney Bechet und Buster Bailey. 1942 wurde er in die US-Armee eingezogen. Nach Kriegsende spielte er 1946 im John Kirby Sextett mit Sarah Vaughan, zu hören etwa in „I’m Scared“ (Crown Records 1946); danach war er als freischaffender Musiker tätig, u. a. auch mit dem Schlagzeuger Henry „Chick“ Morrison (1950). Im Bereich des Jazz war er zwischen 1931 und 1946 an zehn Aufnahmesessions beteiligt. Er starb 1953 an den Folgen einer Mumps-Erkrankung.

## Diskographische Hinweise
- John Kirby and His Orchestra, 1945–1946 (Classics)